# Telemax

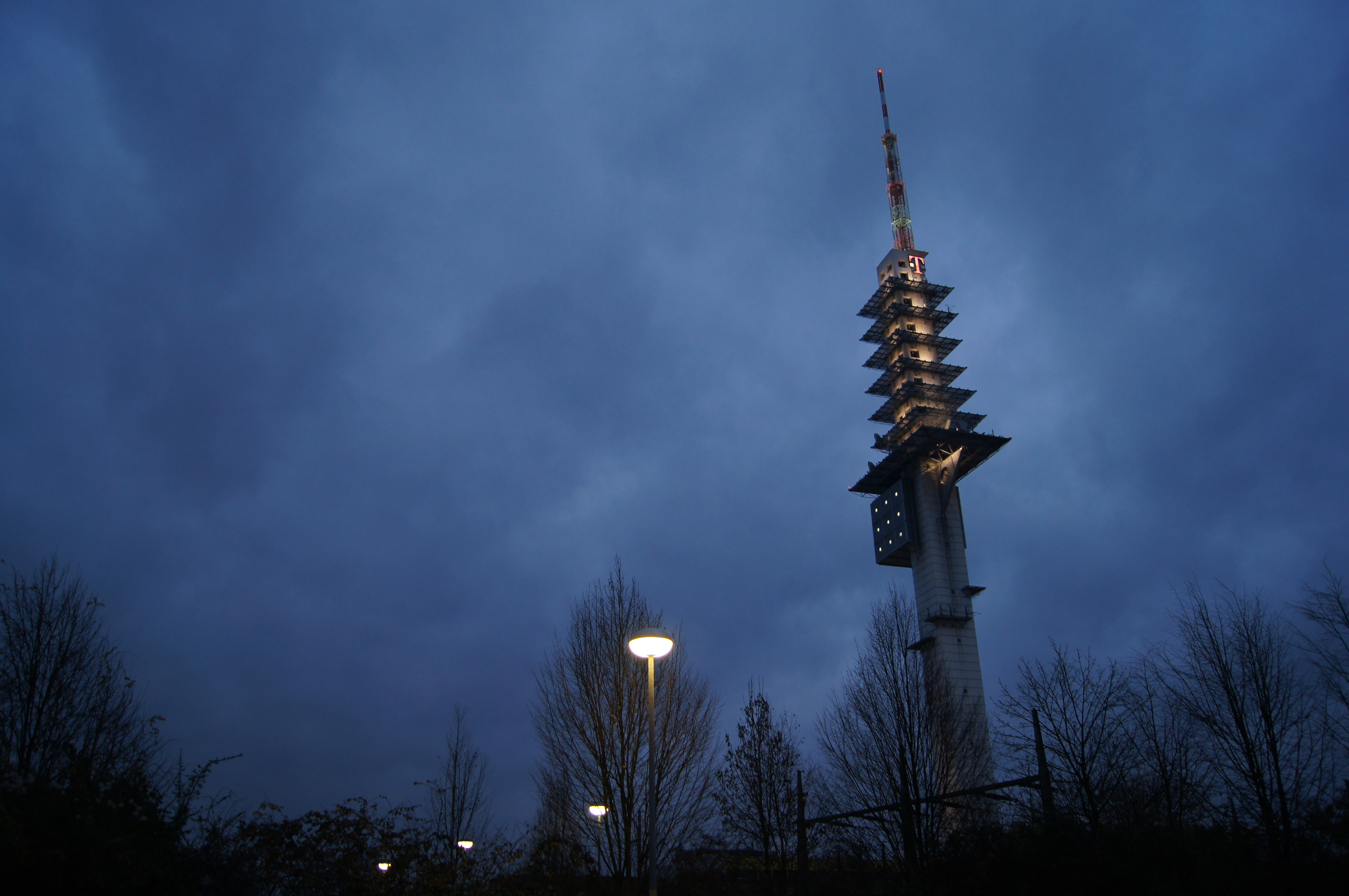

Telemax foi construída em 1992 na cidade de Hanôver, Alemanha. Tem 282,2 m (926 pés) e é actualmente a 53ª torre mais alta do mundo.